# Husar (Marvel Comics)
Husar es un personaje ficticio en el Universo Marvel.

## Biografía ficticia del personaje
Como miembro de la Elite de la Real Guardia Imperial, Husar protegió al Emperador D'Ken, pero por razones desconocidas, no se encontraba en el Mundo Trono, y no participó en la lucha contra los X-Men que buscaba rescatar a la secuestrada Lilandra. Husar formó parte del equipo que se enfrentó a los X-Men en la luna, por la vida de Fénix, donde con la ayuda de Terremoto se enfrentó a Tormenta, y mientras Husar la debilitaba con su neuro-látigo, Terremoto la enterraba bajo los escombros. Junto a sus compañeros atacaron a los dos únicos hombres X que aguantaron el ataque, Cíclope y Jean Grey, hasta que esta recuperó los poderes de Fénix, y entonces Husar fue testigo de su sacrificio.
Cuando Lord Samedar y Ave de Muerte intentaron arrebatar a Lilandra del trono, Husar se le unió, y se enfrentó al resto de la Guardia Imperial que continuó fiel a Lilandra. Oráculo, Gladiador y sus compañeros fieles, hubieran derrotado a los traidores de no ser porque Lord Samedar activó una bomba oculta en Estrella de Guerra, uno de sus hombres, que derrotó a Oráculo y a sus compañeros, permitiendo a Lord Samedar capturarlos, hasta que Lilandra volvió y les liberó. 
Durante la guerra entre shi’ar y kree, Husar y el resto de la Guardia Imperial se unieron a los Vengadores para derrotar a un destacamento kree. En la lucha Husar unió fuerzas con Rayo Viviente. Sin embargo ambos equipos acabaron luchando uno contra otro y Rayo acabó derribando a Husar, hasta que la guerra terminó cuando Lilandra desactivó la bomba que pensaba detonar en el Imperio kree. 
Husar posteriormente formó parte de una operación donde un grupo de Inhumanos junto a los hombres de Ronan el Acusador intentaban acabar con la vida de Lilandra. La Guardia lo evitó gracias a Delphos, recientemente incorporado y que podía ver el futuro.
Tal vez por sus antiguas traiciones o quizá por nuevos actos delictivos Husar junto con sus compañeros Estrella de Guerra, Neutrón y Telaraña Alada fueron expulsados de la Guardia exiliándolos a la Tierra. Allí se aliaron con Martillo Estelar, para enfrentarse a los Hombres X, quienes los vencieron en una lucha en la que Bestia noqueó a Husar después de que su látigo fuera roto por Gambito. 
Cuando Vulcano se proclamó emperador, algunos de los antiguos guardianes castigados fueron perdonados y reincorporados a las filas. De este modo Husar volvió a ser miembro de la Guardia Imperial convocado por el nuevo emperador para provocar una masacre entre los krees durante la boda de Ronan el Acusador y la princesa Cristal de los Inhumanos. Husar se enfrentó al propio Ronan junto a algunos compañeros y ayudó a secuestrar a Lilandra. 
Durante esta batalla fue enviada junto a algunos compañeros para ayudar al emperador a luchar contra Warlock, quien acabó huyendo. Los guardianes lo persiguieron con la ayuda del Viajero para encontrarse en medio de una batalla entre Inhumanos y Guardianes de la Galaxia, de los que era miembro Warlock. Husar iba manteniendo informado a Mentor, que preparaba a Viajero para teletransportarlos de nuevo. Cuando este estuvo listo, Husar dio la alarma y la Guardia huyó del entuerto. Husar también se enfrentó sin éxito a dos miembros de la fraternidad de los Raptors, Talon y Halcón Oscuro, en la nave de Vulcano.
Al final de la Guerra, donde Vulcano, Rayo Negro y Lilandra habrían muerto, Husar se puso a las órdenes de Gladiador. Husar estaba contenta de esta nueva condición de Gladiador y se convirtió en una de sus mayores defensoras. 

## Poderes y habilidades
Húsar maneja un metal "neuro-látigo" que puede inducir dolor a través del sistema nervioso de la víctima.
Húsar es una excelente combatiente cuerpo a cuerpo, y ama la lucha con látigo, y fue entrenada en combate armado y desarmado por la Guardia Imperial Shi'ar.
Los Guardias Imperiales llevan pequeño dispositivos anti-gravedad que les permiten volar, diseñados por los científicos y técnicos Shi'ar.

## En otros medios

### Televisión
- En la serie X-Men: la serie animada, Húsar aparece en La saga Fénix y La saga Fénix Oscuro junto con el resto de la Guardia Imperial.

### Videojuegos
- Húsar aparece en el videojuego Marvel: Ultimate Alliance, con la voz de April Stewart. Ella es poderosa, y tiene un ataque de látigo devastador. Ella lucha contra los héroes junto a Neutrón a bordo de una nave de guerra Shi'ar. Un disco de simulación tiene a Tormenta combatiendo contra Húsar en Murderworld.